# 希爾斯代爾 (堪薩斯州)
希爾斯代爾（英語：Hillsdale）是位於美國堪薩斯州邁阿密縣的一個非建制地區。

## 地理
希爾斯代爾所處的海拔為高於海平面271米（即889英呎），而該地所採用的時區為UTC-6，即北美中部時區（CST）。同時該地設有夏令時間，為UTC-6調快一小時，即UTC-5（CDT）。